# Les Esserts (Morillon)
Les Esserts, Morillon les Esserts of Morillon 1100 is een gehucht in de Franse gemeente Morillon en een skidorp in het wintersportgebied Grand Massif. Het bevindt zich op 1070 meter boven zeeniveau op de bosrijke zuidelijke flank van de Giffrevallei. Tot midden 20e eeuw was Les Esserts een van tientallen piepkleine gehuchten in de gemeente. In 1939 werden plannen gesmeed voor een wintersportgebied; een eerste skilift kwam er in 1950 en in 1958 opende een skilift tussen het hoofddorp en Les Esserts. Sinds 1981 is Morillon, met Les Esserts als belangrijkste skidorp, deel van Grand Massif. Vanuit Les Esserts kunnen skiërs een skilift nemen om over te steken naar Les Carroz, twee liften voor Samoëns en drie voor Flaine.